# Янка Журба
Янка Журба́ (настоящее имя Ива́н Я́ковлевич Ива́шин, бел. Янка Журба; 30 апреля 1881, деревня Купнино, Лепельский уезд, Витебская губерния (ныне Чашникский район Витебской области) — 7 января 1964, Полоцк) — белорусский советский поэт, педагог, переводчик.

## Биография
Родился в крестьянской семье, окончил Полоцкую учительскую семинарию (1898—1902). Работал учителем в народных школах Витебской губернии. После окончания Глуховского учительского института (Черниговская губерния) (1806—1909) работал в различных школах Российской империи.
В 1921—1922 годах — член научно-педагогической комиссии Наркомпроса БССР. В 1923—1927 годах — инспектор Бобруйского, затем Калининского (Климовичи) окружных отделов народного просвещения. В 1927—1934 годах — преподаватель в Черековской семилетней школе, затем в Могилёвском медицинском училище. В 1934 году переехал в Минск и стал работать в Институте языковедения АН БССР.
Из-за болезни глаз в 1937 году покинул место работы. С 1941 года и после войны проживал в Чашникском районе, был учителем пения. Последние годы жизни провел в деревне Слобода под Полоцком и в Полоцке в доме престарелых. Член СП СССР с 1939 года.

## Произведения
Первые свои этнографические очерки Янка Журба опубликовал в газета Витебские губернские ведомости. Первое белорусское стихотворение «На беразе Дзвіны» опубликовал в 1909 году в газете Наша Ніва. Впоследствии опубликовано несколько сборников («Заранкі» (Мінск, 1924; «Ясныя шляхі», 1959; «Вершы», 1970; «Роднае», 1980; «Мая песня», 1984 и сборники стихов для детей «Ластаўкі», 1950; «Сонечная раніца», 1955; «Светлыя дні», 1959). В 1950 году вышли избранные произведения.

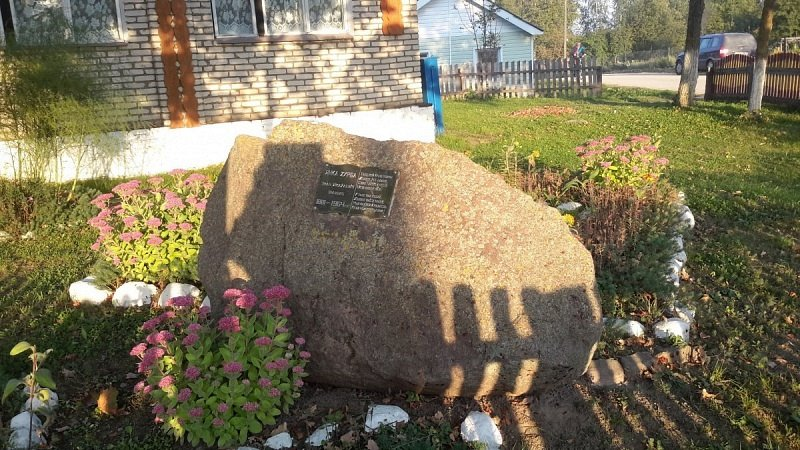
Памятный знак Янке Журбе в Чашниках Витебской области Беларуси

Перевел на белорусский язык роман Ф. М. Достоевского «Бедные люди» (1930).

## Память
- Именем Янки Журбы названа детская библиотека и улица в Полоцке, на могиле поэта на кладбище святого Ксаверия в Полоцке поставлен памятник.
- Памятный знак Янке Журбе в Чашниках Витебской области Беларуси.